# Cubillos del Sil
Cubillos del Sil es un municipio y villa española de la provincia de León, en la comunidad autónoma de Castilla y León. Se encuentra en la comarca de El Bierzo. La villa —capital del municipio— está situada a 9 km de Ponferrada y a 120 km de León, a una altitud de 580 m sobre el nivel del mar. Cuenta con una población de 1719 habitantes (INE 2024).
Cubillos del Sil es uno de los municipios bercianos donde se conserva la lengua leonesa.

## Toponimia
El nombre de Cubillos proviene del cercano monte y se orienta hacia un diminutivo leonés del latín cupa que aplicado a un lugar designa terrenos con algún accidente en forma de cubo.

## Historia

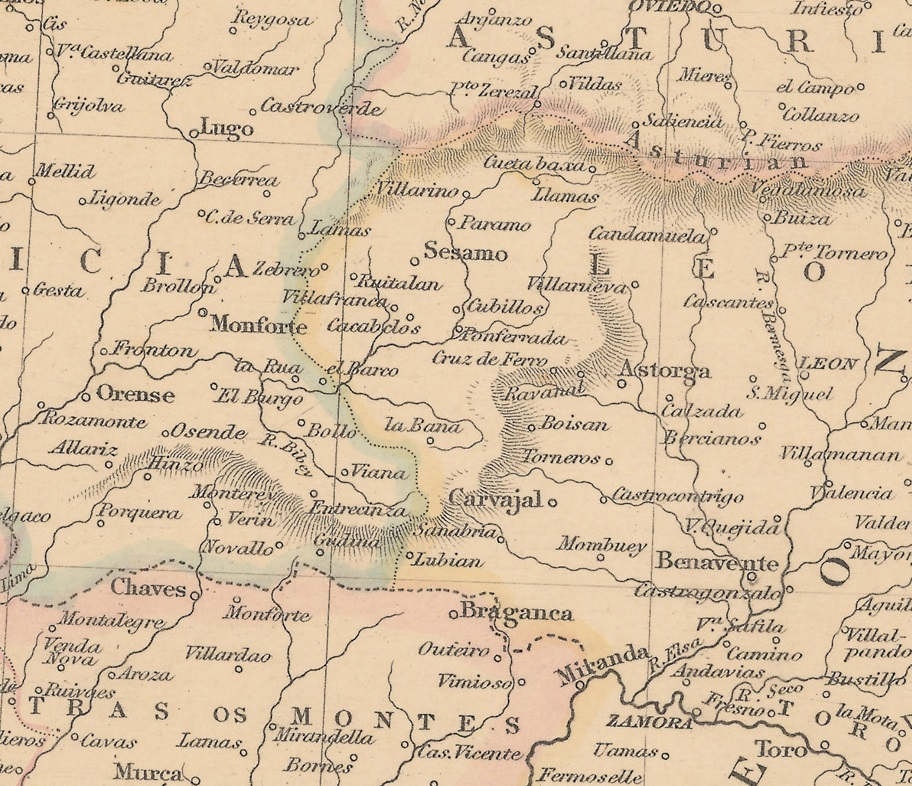
Detalle del mapa Spain and Portugal, realizado en 1838 por John Betts, en el que se puede observar Cubillos del Sil

### Edad Antigua
Los primeros vestigios de poblamiento humano en el actual municipio de Cubillos del Sil se datan en época prerromana, en la cual se fechan los castros astures de Fresnedo, Finolledo y Posadina. En el caso del castro de Fresnedo, se sitúa en un monte ubicado al norte de la localidad de Fresnedo, conservándose restos defensivos de las murallas y el foso. Respecto al de Finolledo, se ubica 1 kilómetro al norte del pueblo de Finolledo, sobre un monte, habiendo sido su planta redonda, si bien apenas se conservan restos del mismo, que tras los astures fue romanizado, existiendo restos de una calzada junto al castro, el cual llegó a servir en época romana para controlar la extracción de oro en la zona. En cuanto al castro de Posadina o Castromocho, se sitúa al norte de Posadina, en un montículo pizarroso, teniendo planta alargada, de la que se conservan restos de sus muros, así como de los fosos que poseía.
Ya en época romana, la presencia humana en el municipio se atestigua tanto por la romanización del castro de Finolledo, como por la existencia de la calzada romana conocida como Vía Nova, que atravesaba el municipio, siendo construida en el siglo I, y que unía Brácara Augusta (Braga, Portugal) y Astúrica Augusta (Astorga).

### Edad Media
En cuanto a la fundación de las localidades que conforman el actual municipio de Cubillos, esta se dataría en la Alta Edad Media, habiéndose integrado el territorio municipal en el reino de León desde la creación de este en el año 910, y en cuyo seno se habría acometido la creación de Cubillos, Cubillinos, Cabañas de la Dornilla, Finolledo, Fresnedo y Posadina.
Ya en la Baja Edad Media, una crisis del monasterio de Villabuena en el siglo XIV, propició que en 1370 a Gonzalo Berciano de Cubillos se le otorgaran en encomienda los lugares de Cubillos, Villabuena o San Justo, lo que constituyó el origen del Señorío de Cubillos, que en el siglo XV estaba en manos de Aldonza Rodríguez.
En este mismo siglo, con la reducción de ciudades con voto en Cortes a partir de las Cortes de 1425, Cubillos y el resto de localidades del municipio pasaron a estar representadas por León en las Cortes de la Corona, lo que les hizo formar parte de la provincia de León en la Edad Moderna, situándose dentro de ésta en el partido de Ponferrada.

### Edad Moderna
Ya en la Edad Moderna, debido a la adscripción territorial al reino leonés del territorio de Cubillos desde la Alta Edad Media, durante toda la Edad Moderna las localidades del municipio formaron parte de la jurisdicción del «Adelantamiento del reino de León».
En esta época, el Señorío de Cubillos integraba los pueblos de Cabañas de la Dornilla, Posadina y Cubillos, poseyendo su dominio en el siglo XVIII Luis Losada Quiroga, quien era también titular de los señoríos nobiliarios de Tombrio de Arriba y Villamartín del Sil. En cuanto al gobierno de los pueblos que formaban parte del señorío, se encontraban gobernados por concejos, cuyos miembros eran elegidos por los vecinos el día de Año Nuevo, recayendo la justicia en los jueces pedáneos, que eran nombrados por Luis Losada Quiroga como Señor de Cubillos, o en su defecto a propuesta de los miembros del concejo. En este caso los jueces pedáneos solo tenían potestad para impartir justicia sobre causas menores, estando sujetos el resto de procesos a la justicia ordinaria.

### Edad Contemporánea
Posteriormente, en la Edad Contemporánea, en 1821 Cubillos del Sil y el resto de localidades del actual municipio pasaron a formar parte de la provincia de Villafranca, si bien al perder ésta su estatus provincial al finalizar el Trienio Liberal, en la división de 1833 quedaron adscritas a la provincia de León, dentro de la Región Leonesa.
Hasta la reforma de la nomenclatura municipal de 1916 el municipio se llamaba simplemente Cubillos. En dicha fecha su nombre fue modificado por el de Cubillos de Sil.
Finalmente, el municipio de Cubillos del Sil quedó configurado con su actual extensión en 1988, cuando integró en su seno el hasta entonces municipio de Fresnedo, del cual dependían a su vez las poblaciones de Finolledo y Tombrio de Arriba, que quedaron adscritas a los municipios de Cubillos (en el caso de Fresnedo y Finolledo) y Toreno (en el caso de Tombrio).

## Demografía
Cuenta con una población de 1719 habitantes (INE 2024).
Evolución de la población
| Gráfica de evolución demográfica de Cubillos del Sil entre 1842 y 2021 |
| |
| Población de derecho según los censos de población del INE. Población de hecho según los censos de población del INE. En 1991 crece el término del municipio porque incorpora parte de Fresnedo. |

Distribución de la población
Según el nomenclátor de 2017, los habitantes del municipio se distribuían en las entidades de población de:
| Entidad                | Categoría histórica | Población empadronada (2017) |
| ---------------------- | ------------------- | ---------------------------- |
| Cabañas de la Dornilla | lugar               | 226                          |
| Cubillos del Sil       | villa               | 1316                         |
| Finolledo              | lugar               | 69                           |
| Fresnedo               | villa               | 212                          |
| Cubillinos             | lugar               | 10                           |
| Posadina               | lugar               | 26                           |

Los lugares de Cubillinos y Posadina forman la entidad colectiva de población, con la categoría histórica de pedanía, de Cubillinos-Posadina.

## Comunicaciones
La CL-631 atraviesa el municipio y se accede a ella a través de carreteras provinciales.
En Fresnedo tiene su origen la LE-715 que comunica con Fabero.
El Ferrocarril Ponferrada - Villablino tiene su origen actualmente en la estación de Cubillos del Sil, de donde parte además un ramal de 2 km a la Central de Compostilla II. Únicamente presta servicio de mercancías, y desde 2012 debido a la crisis minera se encuentra sin ningún tipo de tráfico carbonero.

### Transporte público
Los pueblos del municipio son servidos por la línea regular de autobuses Ponferrada-Toreno-Vega de Espinareda de Autos Pelines.
Además en el cruce de la CL-631 con la carretera provincial de acceso a Cubillos del Sil tiene una parada ALSA en su línea de autocares de Ponferrada a Villablino y Cabrillanes.

## Economía

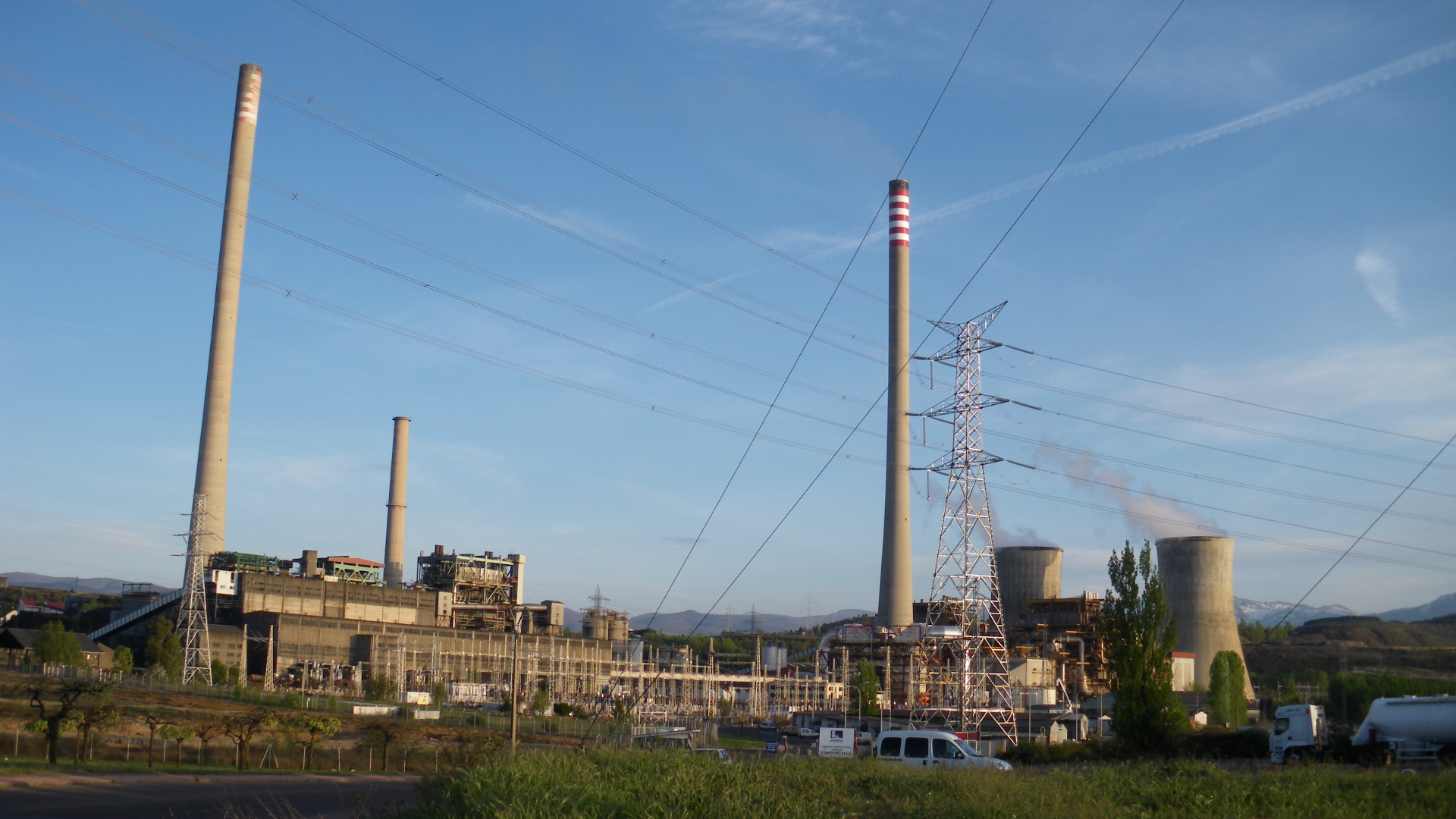
Central Térmica Compostilla II

Cabe reseñar la importante presencia de ENDESA con la Central térmica de Compostilla II y la M.S.P. la cual tiene en Cubillos su parque de carbones a donde llegan a través del ferrocarril o en camiones desde las cuencas de Fabero, Laciana, Cerredo, Bierzo Alto, Sil, etc.
La importancia de la agricultura, los servicios y la industria dentro de la población es actualmente testimonial, siendo una población inscrita dentro del área de influencia de Ponferrada pudiéndose calificar de pueblo dormitorio.
Esta situación actual puede cambiar en un futuro próximo ya que actualmente se están implantando las primeras industrias en el mayor polígono industrial del noroeste de España con más de 2 millones de m², en colaboración con el ayuntamiento de Ponferrada y la sociedad pública Gesturcal y se han iniciado un proyecto de investigación de oxi-combustión y captura de CO2; que se engloba dentro de los objetivos fijados en los estatutos de la de la Fundación Ciudad de la Energía, entidad creada por el Gobierno de España a través de los Ministerios de Industria, Turismo y Comercio, el Ministerio de Educación y Ciencia y el Ministerio de Medio Ambiente para promover la investigación y el desarrollo tecnológico en materia energética, los estudios ambientales relacionados con la energía y las técnicas de recuperación medioambiental y crear las vías para la formación de investigadores en materia energética.
Además de estos fines tiene encomendada una habilitación genérica que le permite realizar otras actividades más allá de las estrictamente científicas en la que se indica que debe impulsar el desarrollo económico y social de la Comarca del Bierzo (Estatutos de la Fundación Ciudad de la Energía).
Todo esto, unido a la actual tramitación de los permisos administrativos para la construcción de tres nuevos grupos de ciclo combinado de gas en la central térmica y el crecimiento urbanístico parece indicar que se puede convertir en un núcleo con entidad propia en su área de influencia y que le permita mejorar su calidad de vida.

## Administración y política

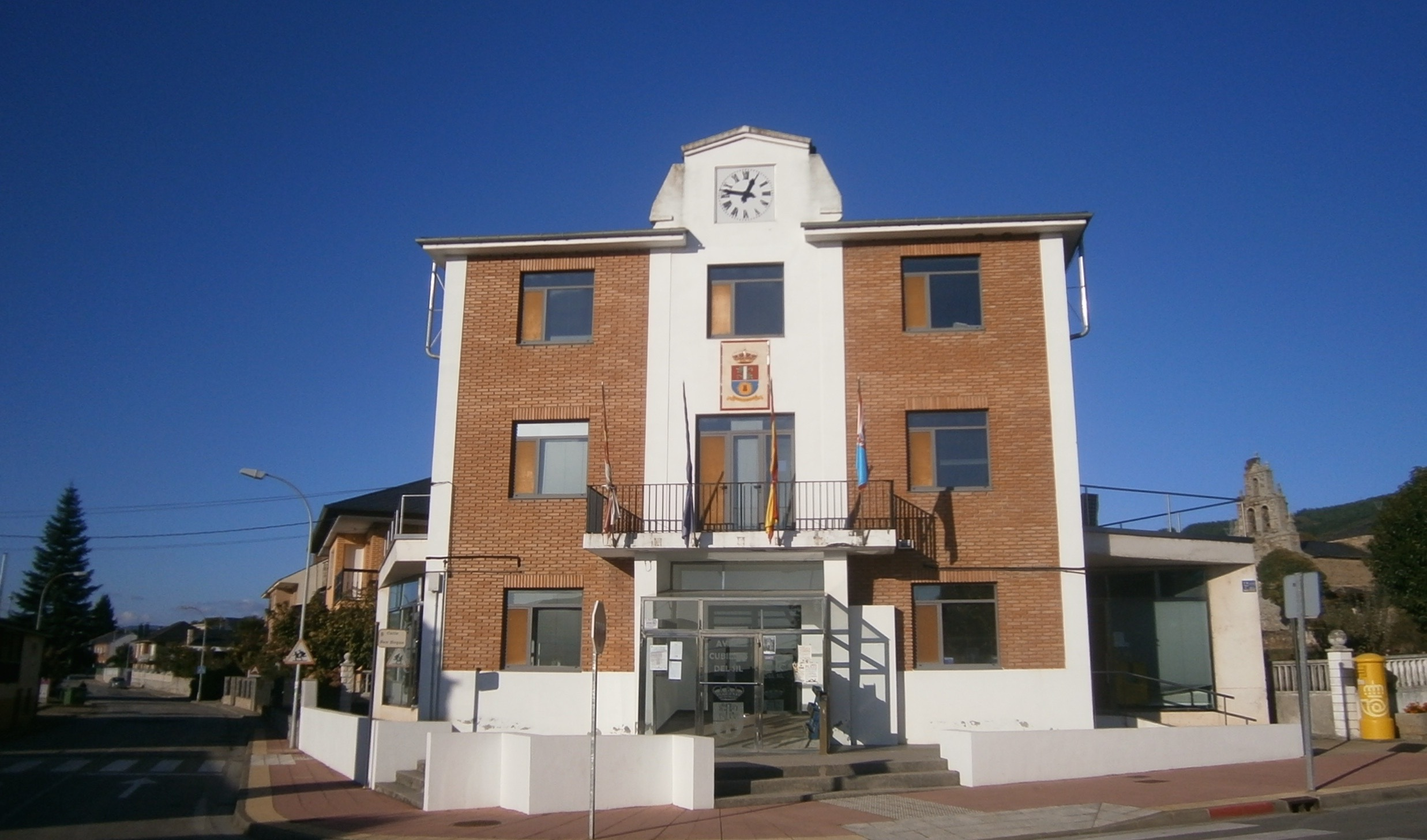
Casa consistorial

El pleno del ayuntamiento está formado por el alcalde y ocho concejales más.
Lista de alcaldes
| Periodo   | Alcalde                | Partido | Otros cargos                                           |
| -1981     | Amancio Bardon         | PSOE    |                                                        |
| -1999     | Blas Ramón Andrés      | PP      |                                                        |
| 1999-2015 | José Luis Ramón Corral | PSOE    | Presidente del Consejo Comarcal del Bierzo (2007-2011) |
| 2015-     | Antonio Cuellas        | PSOE    |                                                        |

Además, en el municipio existen cinco entidades locales menores, regidas por juntas vecinales: Cabañas de la Dornilla,
Cubillinos-Posadina, Cubillos del Sil, Finolledo y Fresnedo.

## Equipamientos
El pueblo cuenta con piscinas municipales, pabellón polideportivo, casa de la cultura, auditorio, colegio público, biblioteca, farmacia, consultorio médico y A.T.S.; en el pueblo están instaladas diversas entidades financieras, clínica dental, también dispone de tiendas de comestibles, despachos de carnicería y establecimientos de hostelería, hospedaje, restauración y otros que ofrecen todo tipo de servicios. Se han iniciado las obras para la construcción de la mayor residencia de ancianos de la comarca del Bierzo por la empresa Teconsa.

## Cultura

### Patrimonio

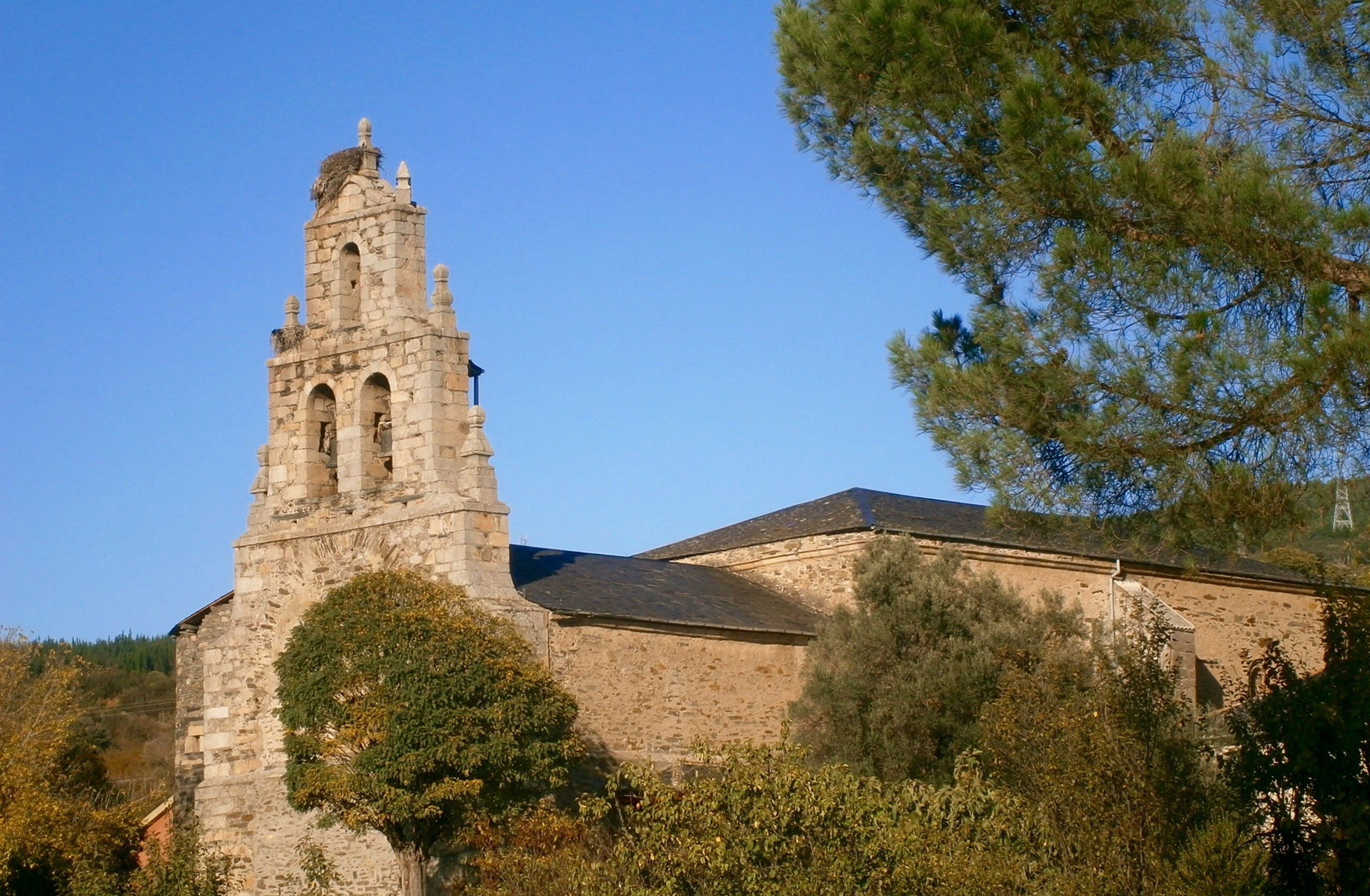
Iglesia parroquial de San Cristóbal

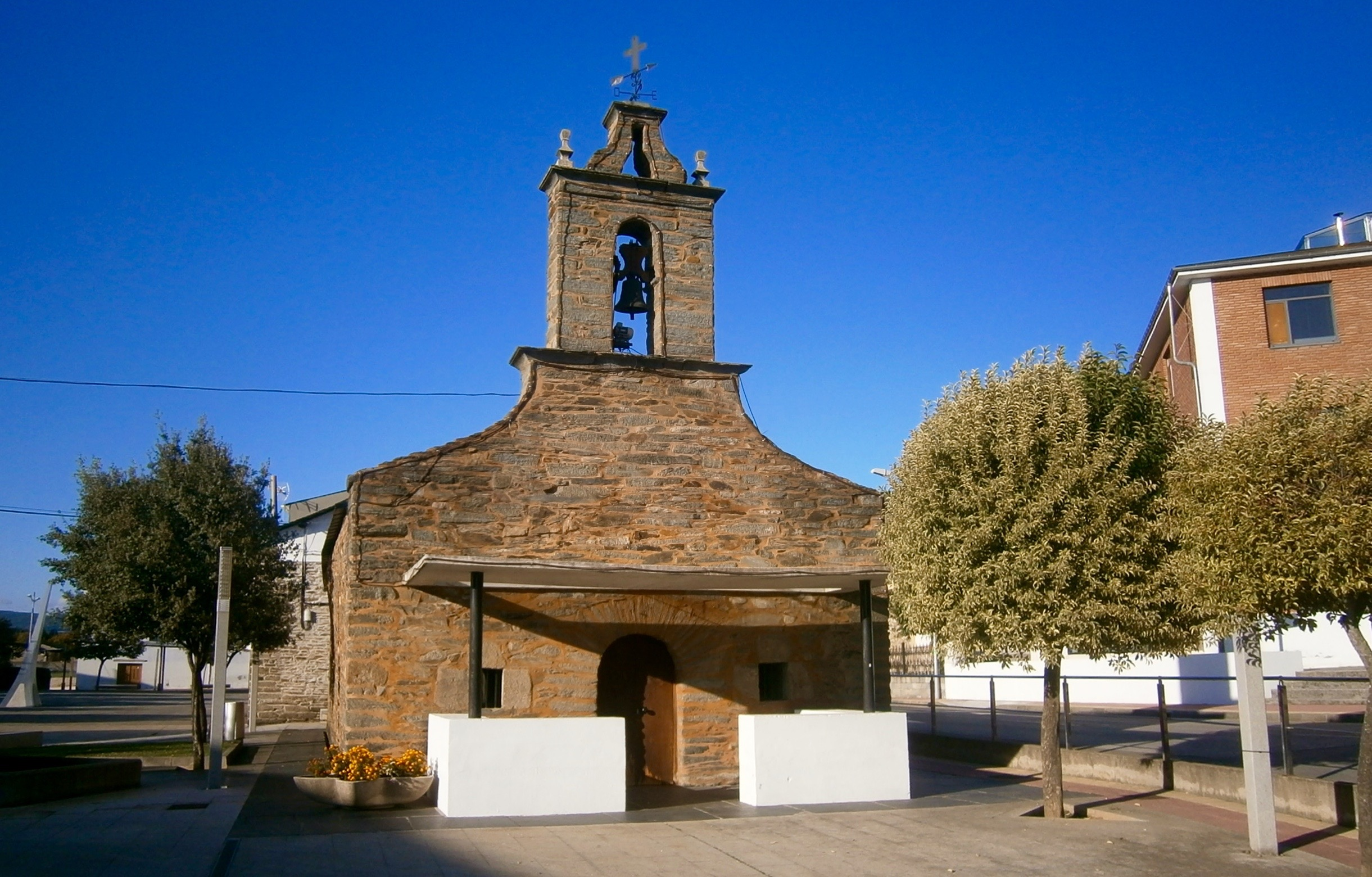
Ermita de San Roque

- Iglesia de San Cristóbal (Cubillos del Sil). De orígenes medievales, su actual fábrica responde esencialmente a la reforma integral realizada en los siglos XVI y XVII, con reformas menores posteriores. En su interior destaca su retablo mayor barroco, obra de Manuel Gil y Francisco Corral, del S XVII, así como otro retablo realizado en 1692 por Antonio López de la Moneda, presidido por San Cristóbal.
- Capilla de San Roque (Cubillos del Sil). Se ubica en las inmediaciones de la casa consistorial, poseyendo en su interior un pequeño retablo que ocupa su titular, San Roque.
- Casa natal de Severo Gómez Núñez (Cubillos del Sil). Se trata de la vivienda en que nació quien fue general de artillería, gobernador civil y gran impulsor de los regadíos en El Bierzo. Su casa natal es una vivienda palaciega, en cuyo interior hay un miliario del tiempo de Nerón encontrado en Almázcara.
- Iglesia de Nuestra Señora de la Asunción (Fresnedo). De origen medieval, solo conserva de aquella época una talla románica de Nuestra Señora de Riguera (antigua titular de la ermita sobre la que se levantó la iglesia). La fábrica del actual templo corresponde mayoritariamente a los siglos XVI-XVII, teniendo elementos también de las reformas sufridas con posterioridad. En su interior destaca el retablo mayor, de finales del siglo XVII, fue realizado por Pedro Santín
- Ermita del Santo Cristo (Fresnedo). Se sitúa en el barrio de la Ermita o barrio Nuevo de Fresnedo, siendo la única ermita de las tres que tuvo la localidad que se conserva. Aunque de fundación antigua, su actual fábrica responde casi por completo a la reforma que sufrió en 1770.
- Castro de Fresnedo. Se trata de un antiguo castro astur, que se encuentra situado al norte de la localidad de Fresnedo, sobre un monte a casi 900 metros de altitud, de la que se conservan restos defensivos de las murallas y el foso.
- Lagar Tradicional (Fresnedo). Datado en el siglo XVIII, lo usaban los vecinos de Fresnedo para prensar sus uvas hasta los años ochenta del siglo XX, siendo restaurado en 2016 y galardonado con el I Premio de la IX Edición de los Premios Palacio de Canedo.
- Iglesia parroquial de Santa Eulalia (Finolledo). Se ubica en el barrio de la Parte de la localidad de Finolledo.
- Iglesia parroquial de San Mames (Cabañas de la Dornilla). Se trata de una iglesia neoclásica del siglo XIX, en cuyo interior destaca el retablo barroco presidido por la Virgen del Carmen. Por su parte, San Mamés, el patrón, está representado en un diminuta talla.
- Castro de Posadina. Antiguo castro astur, también denominado de Castromocho, se sitúa al norte del pueblo de Posadina, conservando parte de la muralla y fosos.

### Rutas jacobeas

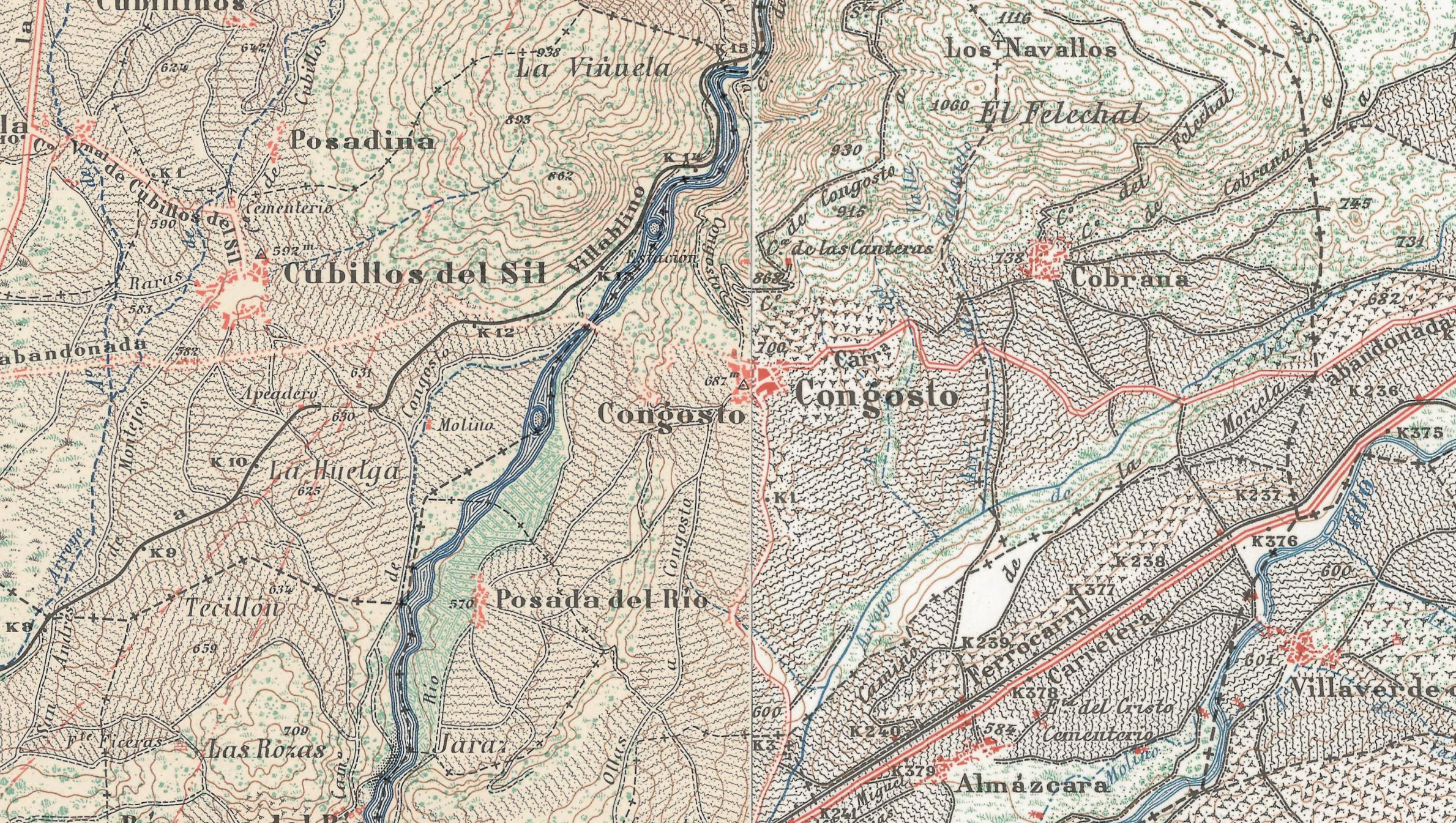
Puente del Camino Real de Carlos III, entre Congosto y Cubillos del Sil, en MTN50 de 1934.

Cubillos de Sil forma parte de la ruta jacobea Camino de Manzanal, así como del Camino Olvidado, una circunstancia que denota la importancia que este emplazamiento ha tenido a lo largo de la historia, con su inclusión en las vías de tránsito, ya desde épocas romanas,[cita requerida] situándose en la margen derecha de río Sil, sobre el que existirá un puente que lo unirá con Congosto, hasta ser anegado por el embalse de Bárcena y no ser restituido.
Esta circunstancia obliga al tránsito sobre la represa situada en la cerrada en que se que conforma el embalse de Bárcena, pudiendo optarse por un itinerario alternativo que se puede seguir, entre Congosto y Cubillos del Sil, dirigiéndose hacia Santa Marina del Sil y cruzado el inicio del embalse por un puente de la antigua línea ferroviaria Ponferrada-Villablino, continuando por las vías de este trazado y atravesando 3 túneles, para llegar a las puertas de Cubillos bordeando el pantano por el norte, con un total de unos 23 kilómetros.[cita requerida]

### Fiestas
- 10 de julio — San Cristóbal
- 16 de agosto — San Roque